# Acer subintegrum
Acer subintegrum é uma espécie de árvore do gênero Acer, pertencente à família Aceraceae.